# Warwickit
Warwickit ist ein selten vorkommendes Mineral aus der Mineralklasse der „Borate“. Es kristallisiert im orthorhombischen Kristallsystem mit der chemischen Zusammensetzung Mg(Mg0,5Ti0,5)[O|BO3] und ist damit ein Magnesium-Borat mit zusätzlichen Sauerstoffionen.
Bei natürlichen Warwickitproben ist meist ein Teil des Magnesiums durch Titan ersetzt (substituiert), was durch die in runden Klammern angegebenen Elemente ausgedrückt wird. Bei neueren Analysen wurde allerdings festgestellt, dass das Magnesium neben Titan teilweise auch durch dreifach positiv geladene Eisenionen, Chrom und/oder Aluminium ersetzt sein kann, weshalb die Formel inzwischen mit (Mg,Ti,Fe3+,Cr,Al)2O(BO3) angegeben wird.
Das Mineral entwickelt kurz- bis langprismatische, gerundete Kristalle, findet sich aber auch in Form unregelmäßiger Körner bis etwa fünf Millimeter Durchmesser. Die Kristalle sind überwiegend undurchsichtig, können an dünnsten Kanten aber auch durchsichtig sein. Die Oberflächen zeigen einen schwachen Glasglanz (bei unregelmäßigen Flächen auch Perlglanz) und auf Spaltflächen einen schwachen Metallglanz. Aufgrund der verschiedenen Fremdbeimengungen variiert die Farbe von Warwickit zwischen Dunkelbraun bis Schwarz, Dunkelgelb und Hellbraun bis Rötlichbraun. Seine Strichfarbe ist dagegen durchgängig Bläulichschwarz.

## Etymologie und Geschichte

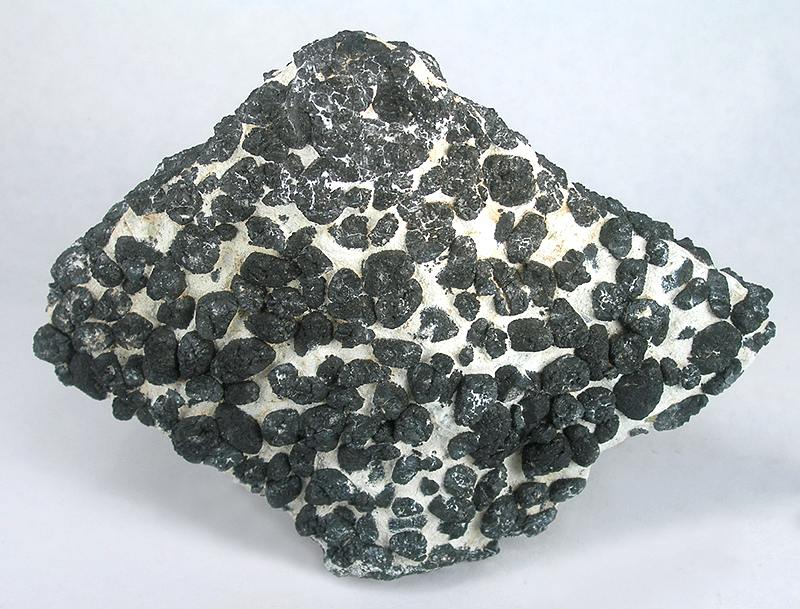
Dunkelgraue, abgerundete Warwickitkristalle in Matrix aus Amity bei Warwick, Orange County, New York, USA (Größe: 14,5 cm × 11,0 cm × 5,5 cm)

Erstmals entdeckt wurde Warwickit nahe der Kleinstadt Warwick im Orange County des US-Bundesstaates New York und beschrieben 1838 durch Charles Upham Shepard, der das Mineral nach dessen Typlokalität benannte.
Enceladit ist ein heute nicht mehr gebräuchliches Synonym. Thomas Sterry Hunt analysierte 1846 einige Mineralproben aus der Typlokalität von Warwickit, hielt das Material für eine neue Mineralart und benannte dieses nach dem aus der griechischen Mythologie stammenden Giganten Enkelados. Später stellte sich jedoch heraus, dass es sich bei dem Material um unreine Varietäten des bereits zuvor gefundenen Warwickit handelte.
Typmaterial des Minerals wird im Naturhistorischen Museum in Paris, Frankreich (Katalog-Nr. 74217, 99697) und im National Museum of Natural History in Washington, D.C., USA (Katalog-Nr. 128712) aufbewahrt.

## Klassifikation
In der veralteten 8. Auflage der Mineralsystematik nach Strunz gehörte der Warwickit zur Mineralklasse der „Borate“ und dort zur Abteilung „Inselborate (Nesoborate)“, wo er gemeinsam mit Gaudefroyit, Hulsit, Ludwigit, Orthopinakiolith, Pinakiolith und Vonsenit in der „Warwickit-Pinakiolith-Gruppe“ mit der Systemnummer Vc/A.03 steht.
In der zuletzt 2018 überarbeiteten Lapis-Systematik nach Stefan Weiß, die formal auf der alten Systematik von Karl Hugo Strunz in der 8. Auflage basiert, erhielt das Mineral die System- und Mineralnummer V/G.03-010. Dies entspricht der Klasse der „Nitrate, Carbonate und Borate“ und dort der Abteilung „Inselborate“, wo Warwickit zusammen mit Aluminomagnesiohulsit, Hulsit, Magnesiohulsit, Pertsevit-(F), Pertsevit-(OH), Pinakiolith und Yuanfuliit eine unbenannte Gruppe mit der Systemnummer V/G.03 bildet.
Die von der International Mineralogical Association (IMA) zuletzt 2009 aktualisierte 9. Auflage der Strunz’schen Mineralsystematik ordnet den Warwickit in die Klasse der „Borate“ und dort in die Abteilung „Monoborate“ ein. Hier ist das Mineral in der Unterabteilung „BO3 mit zusätzlichen Anionen; 1(Δ) + OH usw.“ zu finden, wo es zusammen mit Yuanfuliit die „Warwickitgruppe“ mit der Systemnummer 6.AB.20 bildet.
In der vorwiegend im englischen Sprachraum gebräuchlichen Systematik der Minerale nach Dana hat Warwickit die System- und Mineralnummer 25.02.02.01. Das entspricht der Klasse der „Carbonate, Nitrate und Borate“ und dort der Abteilung „Wasserfreie Borate mit Hydroxyl oder Halogen“. Hier findet er sich innerhalb der Unterabteilung „Wasserfreie Borate mit Hydroxyl oder Halogen“ in einer unbenannten Gruppe mit der Systemnummer 25.02.02, in der auch Sibirskit und Yuanfuliit eingeordnet sind.

## Kristallstruktur
Warwickit kristallisiert orthorhombisch in der Raumgruppe Pnam (Raumgruppen-Nr. 62, Stellung 6) mit den Gitterparametern a = 9,20 Å; b = 9,36 Å und c = 3,09 Å sowie 4 Formeleinheiten pro Elementarzelle.

## Bildung und Fundorte
Warwickit bildet sich als akzessorischer Bestandteil in Kalkstein und zugehörigen Skarnen, die durch Bor-Metasomase teilweise umgewandelt wurden. Ebenso kann er in lamproitischen Gesteinen entstehen, die von carbonatitähnlichen Äderchen durchdrungen werden. Als Begleitminerale treten unter anderem Apatit, Chondrodit, Diopsid, Dravit, Fluorit, Graphit, Ilmenit, Magnetit, Pyrit, Pyrrhotin, Sinhalit, Skapolith, Spinell, Szaibélyit und Titanit auf.
Als seltene Mineralbildung konnte Warwickit nur an wenigen Fundorten nachgewiesen werden, wobei bisher (Stand 2015) rund 15 Fundorte als bekannt gelten. Neben seiner Typlokalität Warwick und den nahegelegenen Ortschaften Amity und Edenville im Orange County trat das Mineral im US-Bundesstaat New York noch in der Edwards Mine in der Balmat-Edwards Zink Region im St. Lawrence County zutage. Ansonsten fand sich Warwickit in den Vereinigten Staaten bisher nur noch in den „Edison-Bodnar“-Steinbrüchen bei Rudeville im Sussex County von New Jersey.
Der bisher einzige bekannte Fundort in Deutschland ist Ilfeld im thüringischen Landkreis Nordhausen.
Weitere bekannte Fundorte sind unter anderem das Mount Heemskirk Mineralfeld im Zeehan District auf der australischen Insel Tasmanien, die Ortschaft Herschel im Hastings County in der kanadischen Provinz Ontario, die Neichi Mine bei Kamineichi nahe Miyako (Iwate) auf der japanischen Insel Honshū, das Kvæfjord in der norwegischen Provinz Troms, das Aldanhochland in Ostsibirien und die Oblast Tscheljabinsk im Ural in Russland sowie die „La Aljorra“-Steinbrüche nahe Cartagena in der spanischen Region Murcia.